# Schwaig bei Nürnberg
Schwaig bei Nürnberg je obec ležící jedenáct kilometrů od Norimberka. Má 8214 obyvatel.

## Hospodářství a infrastruktura

### Média
- Pegnitz-Zeitung (Severobavorské noviny pro Lauf Město a okolí), společně s Nürnberger Nachrichten
- Nürnberger Zeitung („NZ“ – také: „Nordbayerische Zeitung“)
- Mitteilungsblatt Schwaig
- Die Region im Blick